# Roaillan
Roaillan – miejscowość i gmina we Francji, w regionie Nowa Akwitania, w departamencie Żyronda.
Według danych na rok 1990 gminę zamieszkiwało 647 osób, a gęstość zaludnienia wynosiła 56 osób/km² (wśród 2290 gmin Akwitanii Roaillan plasuje się na 612. miejscu pod względem liczby ludności, natomiast pod względem powierzchni na miejscu 963.).